# Marcel Sacramento
Marcel Silva Sacramento, född 24 augusti 1987 i Salvador i Brasilien, är en brasiliansk fotbollsspelare (anfallare) som under åren 2008-2011 spelade för den svenska föreningen Kalmar FF.

## Karriär
Sacramento var under stora delar av säsongen -09 utlånad till Superettan-klubben Jönköpings Södra IF. Påföljande säsong fick den tekniske brassen större förtroende i Kalmar FF där det totalt blev 14 matcher i Allsvenskan varav 3 i startelvan. Även under 2011 fick Sacramento förhållandevis stort förtroende; sammanlagt 13 matcher i Allsvenskan avslutade dock hans sejour i föreningen då det i oktober stod klart att kontraktet inte skulle förnyas.

### Webbsidor
- Marcel Sacramento på Svenska Fotbollförbundets webbplats

Kalmar FF:s officiella hemsida